# イオンスタイル松山
イオンスタイル松山（イオンスタイルまつやま、英称:AEON STYLE MATSUTAMA）は、愛媛県松山市天山にあるショッピングセンターである。
開業時の名称は「ジャスコシティ松山」（ジャスコシティまつやま）。

## 概要

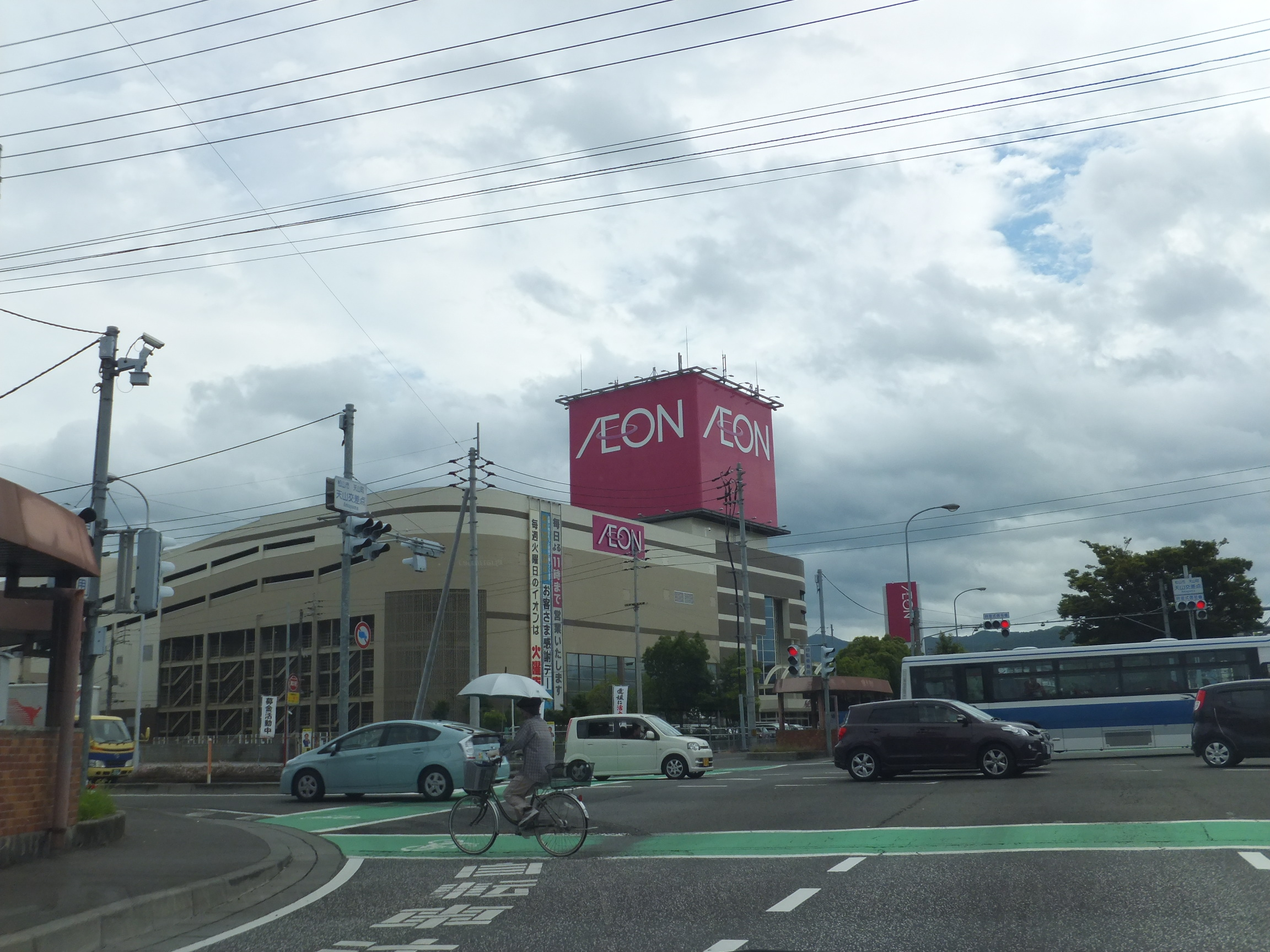
イオン松山店時代の外観（2011年6月）

イオンスタイル松山を核店舗に53の専門店で構成されている。GMS単体の商業施設。
店舗は1階から3階までの3階層で、駐車場は、4階、5階、地下1階の屋内駐車場と屋上駐車場、店舗の東側、西側、南側に隣接する平面駐車場となっている。

## 沿革
松山市の加藤勧業（不動産）が事業主体となり、「仮称　グリーンシティー松山」として、同社が所有していた「立花ゴルフランド」跡地に建設を計画。
建物（鉄骨立て地上5階、地下1階の商業ビル）を建築し、ジャスコ株式会社（現 イオン株式会社）が全館を一括賃貸する形で契約した。
1995年（平成7年）11月26日に「ジャスコシティ松山」としてオープンした）。
開店当時、近隣には1979年（昭和54年）11月に開業した「ダイエー南松山店」もあったが、2005年（平成17年）11月30日に閉店した。
（ダイエー南松山店の跡はジョー・プラとなり、地元食品スーパーのママイや家電量販店のエディオンをはじめ複数の業者が入店しており、全体で見ると大型スーパーと同等の機能を有する。)
2011年（平成23年）3月1日、イオングループのGMSブランド再編により、「ジャスコ」から「イオン」に店舗ブランド名が変更された。
2016年6月下旬頃から大改装し、7月1日にはイオンスタイル松山としてリニューアルした。

## 交通アクセス
鉄道
- 伊予鉄道
  - 横河原線いよ立花駅下車、天山方向へ徒歩10分。

路線バス
- 伊予鉄バス（松山市駅・いよ立花駅から）
  - 森松・砥部線 朝生田町東バス停
  - 都心循環東南線 天山町東バス停
- JR四国バス（JR松山駅から）
  - 久万高原線朝生田町東バス停

## 周辺競合店
- フジ立花店　/　2,138 平方メートル
- ジョー・プラ（旧ダイエー南松山店） /　16,669 平方メートル